# Lycaena susanus
Lycaena susanus är en fjärilsart som beskrevs av De Nicéville 1890. Lycaena susanus ingår i släktet Lycaena och familjen juvelvingar. Inga underarter finns listade i Catalogue of Life.